# باول غودارد
باول غودارد (بالإنجليزية: Paul Goddard)‏ هو لاعب كرة قدم ومدرب كرة قدم بريطاني، ولد في 12 أكتوبر 1959 في Harlington, London ‏ في المملكة المتحدة. شارك مع منتخب إنجلترا تحت 21 سنة لكرة القدم ومنتخب إنجلترا لكرة القدم. أما مع النوادي، فقد لعب مع إيبسويتش تاون وديربي كاونتي وكوينز بارك رينجرز ونادي ميلوول ونيوكاسل يونايتد ووست هام يونايتد.

## مسيرته الكروية
لعب باول غودارد خلال مسيرته الاحترافية مع 6 أندية في عشرون موسمًا وسجل خلالها 125 هدف ضمن 442 مباراة. ولم يفز بأي موسم بالكأس أو بالدوري.
خاض باول غودارد مسيرته مع نادي كوينز بارك رينجرز في موسم 1977–78 واستمر معه طيلة ثلاثة مواسم، مشاركًا في 70 مباراة سجل خلالها 23 هدفًا. ثم انتقل إلى نادي وست هام يونايتد في موسم 1980–81 ليلعب معه سبعة مواسم، حيث شارك في 170 مباراة سجل خلالها 54 هدفًا. لينتقل بعدها إلى نادي نيوكاسل يونايتد في موسم 1986–87 ولمدة موسمين، مشاركًا في 61 مباراة سجل خلالها 19 هدفًا. ثم انتقل إلى نادي ديربي كاونتي في موسم 1988–89 ولمدة موسمين، مشاركًا في 49 مباراة سجل خلالها 15 هدفًا. هذا وانتقل لاحقًا إلى نادي ميلوول في موسم 1989–90 ولمدة موسمين، مشاركًا في 20 مباراة سجل خلالها هدفًا واحدًا. ثم انتقل بعدها إلى نادي إيبسويتش تاون في موسم 1990–91 ليلعب معه أربعة مواسم، مشاركًا في 72 مباراة سجل خلالها 13 هدفًا.

## وصلات خارجية
- باول غودارد على موقع قاعدة بيانات كرة القدم.إي يو (الإنجليزية)
- باول غودارد على موقع ناشيونال فوتبول تيمز (الإنجليزية)
- باول غودارد على موقع عالم كرة القدم.نت (الإنجليزية)